# Моррис, Уна
Уна Лоррейн Моррис (англ. Una Lorraine Morris; род. 17 января 1947) — ямайская легкоатлетка.

## Биография
Бронзовая призерка Панамериканских игр 1967 года, двукратная бронзовая призерка Игр Содружества 1966 года.
Трижды, в 1964, 1968 и 1972 годах, принимала участие в летних Олимпийских играх.
Дважды, в 1963 и 1964 годах, признавалась спортсменкой года на Ямайке.